# 岩手県道293号本宮長田町線
岩手県道293号本宮長田町線（いわてけんどう293ごう もとみやながたちょうせん）は、岩手県盛岡市本宮から盛岡市長田町に至る一般県道である。

## 概要
幅60mの杜の道、全長494mの杜の大橋、旭橋へつながるマリオスロードを通って岩手県道1号盛岡横手線に至る道路である。なお「マリオスロード」区間は1999年（平成11年）4月14日に先行開通。
旭橋西交差点は当路線と、盛岡駅東口へ通じる側道と盛岡駅前北通との交差点。かつては単純な平面交差の十字路だったが、マリオスロード開通と同時に複雑な十字路となり、信号標示もマリオスロードと駅東口からの側道はそれぞれ別々に交通整理する方式に変わった（駅北通り側も直進・左折と右折を別々に交通整理する「セパレート標示」に変更。信号機には「陸橋用信号」・「側道用信号」の表示板がある）。
盛岡市中心部と盛岡駅西口地区およびゆいとぴあ盛南地区とを最短距離で結ぶ最重要幹線道路として県道に認定されたが、2006年（平成18年）11月17日まで工事のため、実延長は0kmであった。それまで、岩手県道で唯一0km県道であった。

### 路線データ
- 実延長：2,696.6m[2]
- 起点：盛岡市本宮[2]（国道46号交点）
- 終点：盛岡市長田町[2]（岩手県道・秋田県道1号盛岡横手線交点）

## 歴史
- 1997年（平成9年）1月24日 - 県道に認定される[2]。
- 2006年（平成18年）11月17日 - 杜の大橋（2車線暫定開通）と杜の道の開通により、県道16号交点から杜の大橋北交差点まで供用開始[3]。
- 2010年（平成22年）4月6日 - 国道46号交点（稲荷交差点）から県道16号交点までの区間が当路線に組み込まれる[4]。
- 2013年（平成25年）2月8日 - 盛岡駅前北通501番4地先（旭橋西交差点）から長田町2番16地先（終点）までの区間が当路線に組み込まれる[5]。
- 2013年（平成25年）4月2日 - 盛岡駅西通一丁目127番1地先（杜の大橋北交差点）から盛岡駅前北通501番4地先（旭橋西交差点）までの区間が当路線に組み込まれる[6]。

## 地理

### 交差する道路
- 国道46号（盛岡市本宮・稲荷交差点）
- 岩手県道16号盛岡環状線（盛岡市本宮字荒屋）
- 岩手県道・秋田県道1号盛岡横手線（盛岡市長田町）